# حارة الحبيل (لودر)
الحبيل هي إحدى حارات حي لودر بمدينة لودر التابعة لمحافظة أبين، بلغ تعداد سكانها 1361 نسمة حسب تعداد اليمن لعام 2004.